# Sanktuarium Maryjne w Szczyrku
Sanktuarium Matki Bożej Królowej Polski w Szczyrku (Sanktuarium „Na Górce”) – sanktuarium maryjne usytuowane w północnej części miasta Szczyrk, na wysokości 670 m n.p.m., w miejscu potocznie zwanym "Górką" (stąd inna nazwa: Sanktuarium na Górce), przy szlaku turystycznym ze Szczyrku na Klimczok. Miejsce licznych pielgrzymek do cudownego obrazu Matki Bożej i cudownego źródełka.

## Historia

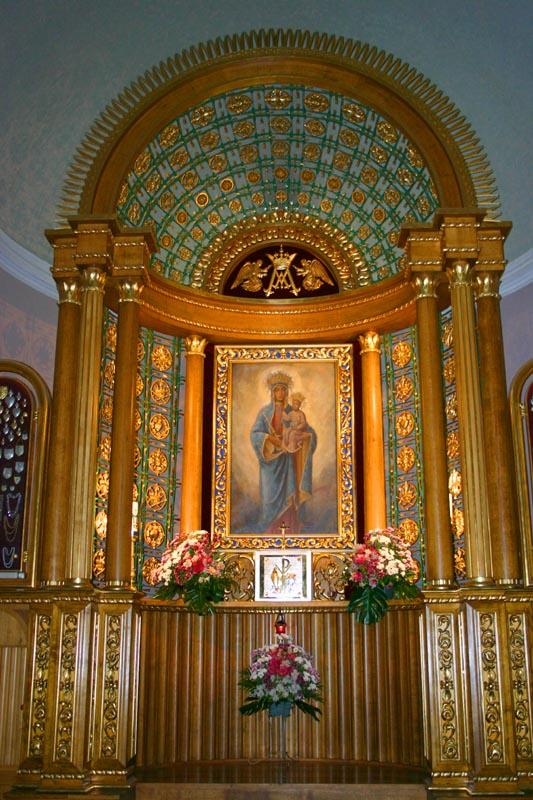
Tabernakulum w Sanktuarium Matki Bożej Królowej Polski "Na Górce" w Szczyrku, nad nim obraz namalowany według relacji z objawień

Początek kultu Matki Bożej w Szczyrku sięga 1894 r., kiedy to miały mieć tu miejsce cudowne objawienia. Rozpoczęto wówczas w tym miejscu budowę pierwszej drewnianej kaplicy. Z czasem, ze względu na przybywające tu liczne pielgrzymki, zaistniała potrzeba budowy nowej, większej świątyni. Budowę murowanej kaplicy rozpoczęto w 1912 r. i zakończono po I wojnie światowej. W 1938 r. opiekę nad tutejszą świątynią objęli księża salezjanie z Oświęcimia i pozostali oni gospodarzami tego miejsca do dziś. W 1948 r. zainicjowali oni budowę obecnie istniejącego kościoła. Budowę ukończono w 1954 r. W setną rocznicę objawień, 3 maja 1994 r., kościół został poświęcony i podniesiony do godności sanktuarium przez biskupa diecezjalnego bielsko-żywieckiego, biskupa Tadeusza Rakoczego. Koronacji obrazu Matki Bożej Królowej Polski dokonał kardynał Stanisław Dziwisz w 2008.

## Obecne sanktuarium
W kościele nad tabernakulum umieszczony jest obraz Matki Bożej namalowany w 1960 r. przez Stefana Justa według relacji z objawień. Z 1974 r. pochodzą 20-głosowe organy z polichromią i mozaiką o tematyce różańcowej. Obok głównego kościoła wybudowano kaplicę Objawienia z pniem buka, na tle którego ukazała Matka Boża. W pobliżu znajduje się również grota z cudownym źródełkiem oraz najdłuższy hotel w Europie "Mercure Szczyrk Resort".
W dniach 31 stycznia, 3 maja i 15 sierpnia odbywają się tu odpusty.
W pobliżu sanktuarium wybudowano nowoczesny dom pielgrzyma z miejscami noclegowymi dla 120 osób.
Z placu przed sanktuarium widoczna panorama całego Szczyrku i okolicznych szczytów (np. Skrzyczne, Skalite).

## Galeria

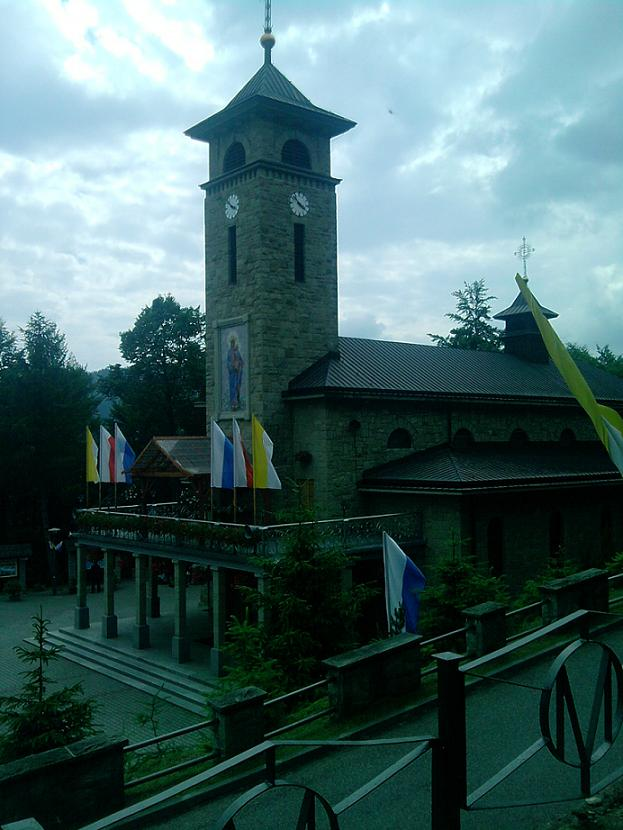
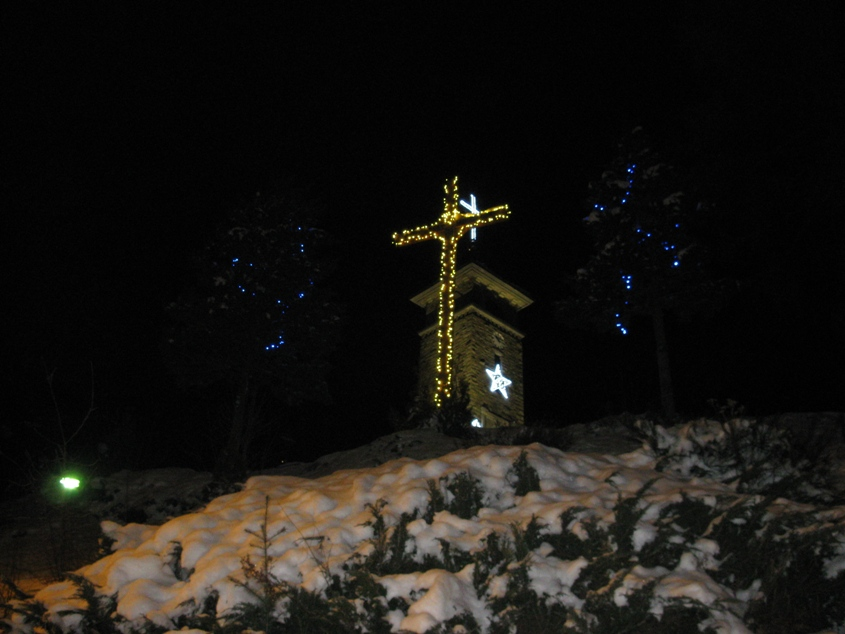
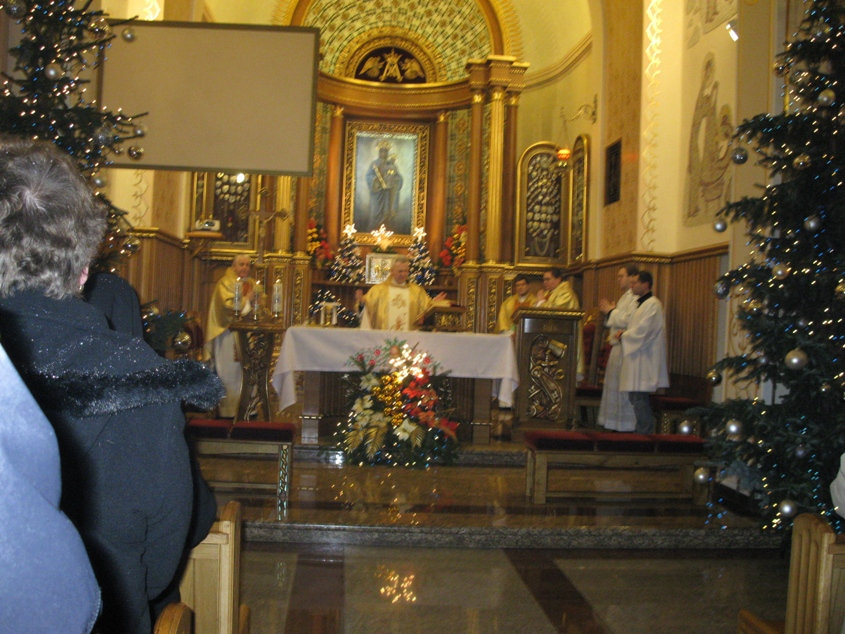
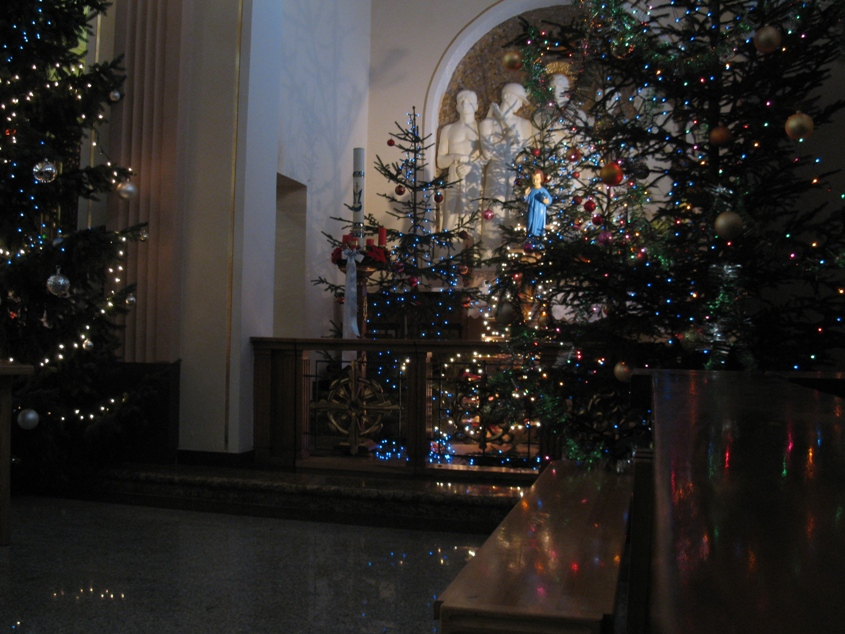
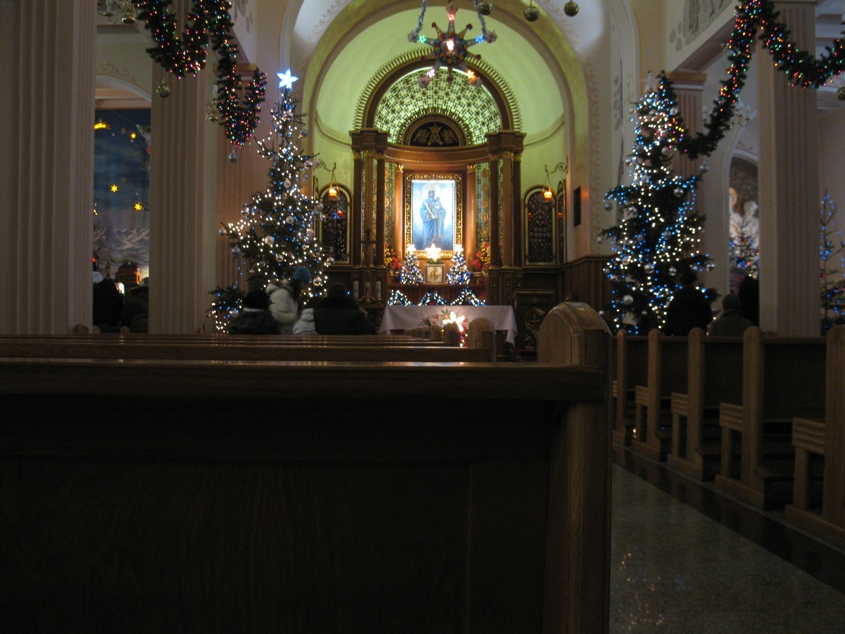
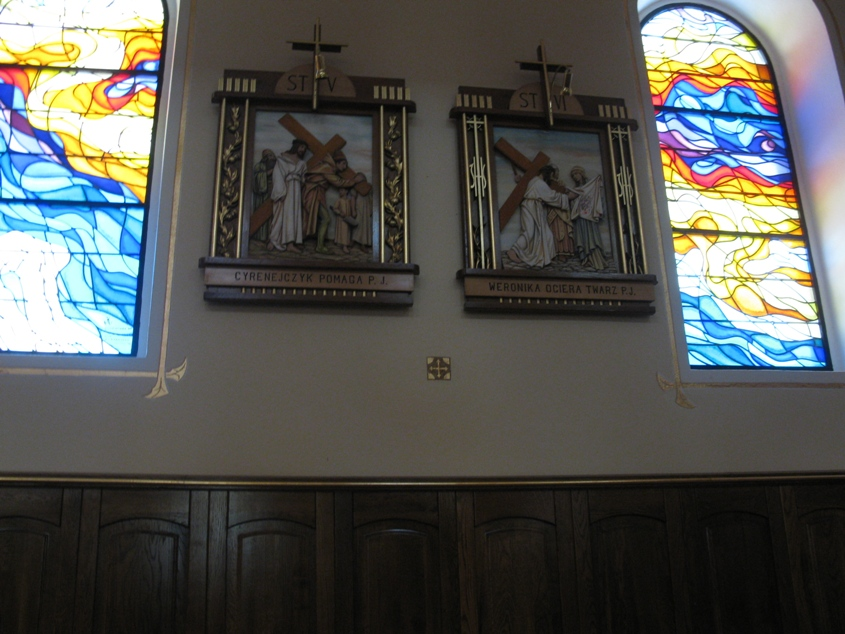
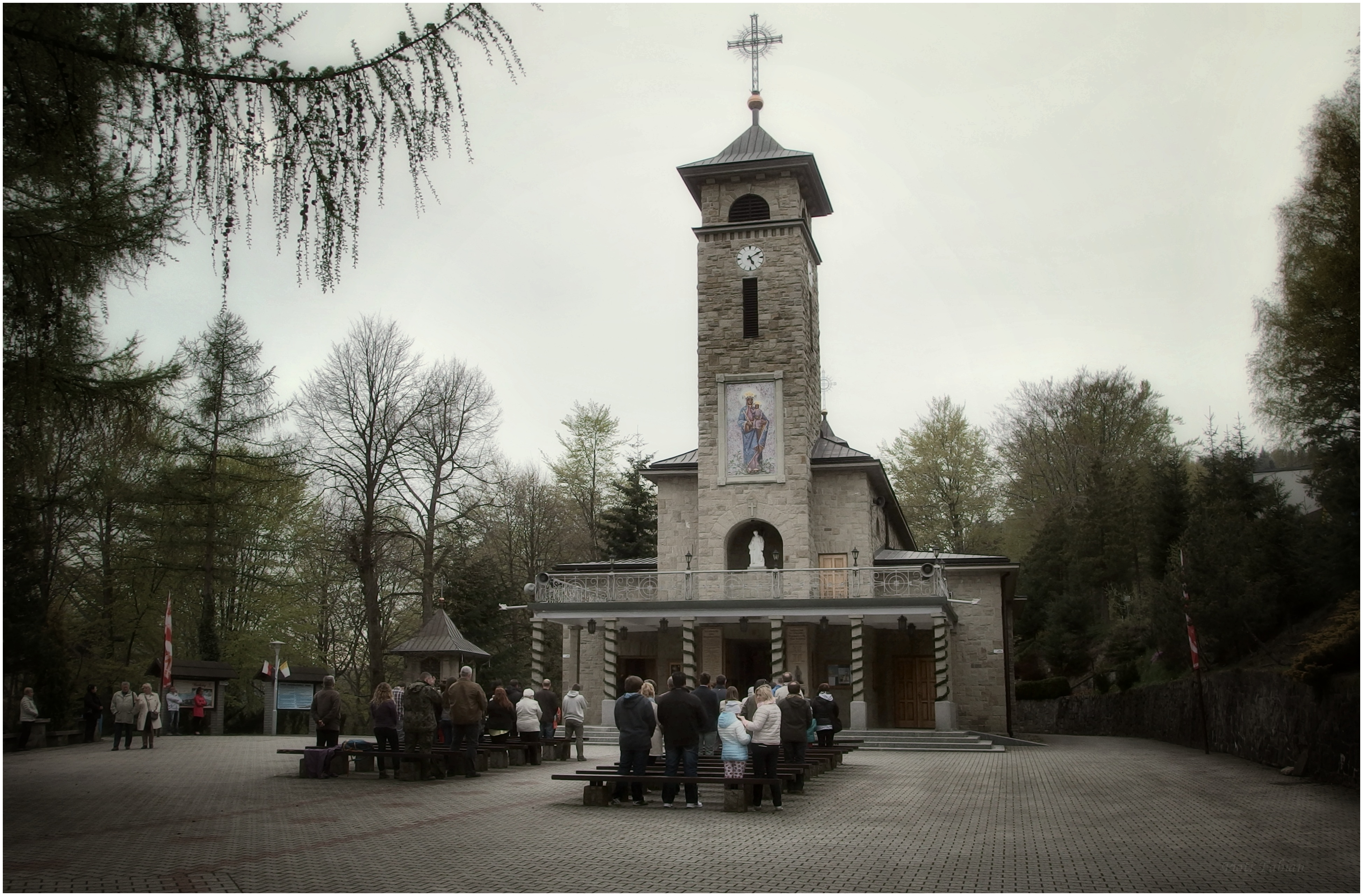